# In da Club
«In da Club» es una canción de rap del rapero 50 Cent, realizada para su primer álbum comercial Get Rich or Die Tryin' (2003). La canción fue producida por Dr. Dre y coproducida por Mike Elizondo. Ésta fue lanzada a finales de 2002 como sencillo principal y recibió buenas críticas.
La canción se convirtió en el primer sencillo de 50 Cent en alcanzar el puesto 1. Fue una de las canciones más populares de 2003, luego de posicionar primero en los Estados Unidos e ingresar a los primeros cinco puestos de la mayoría de las listas de éxitos europeas. En la 46° entrega de los Premios Grammy fue nominada a la Mejor Interpretación Masculina de Rap y Mejor Canción de Rap.

## Trasfondo
Después de que Eminem descubriera a 50 cent en 2002 fue invitado a Los Ángeles, donde conoció a Dr. Dre. 50 Cent grabó junto a Dr. Dre diez canciones en un solo  días, siendo la primera "In da Club". Este describió las sesiones de estudio diciendo, «Dre, él va a tocar buena música.. [Dirá], 'Estos son los éxitos, 50. Así que elige uno de estos y haz algunos sencillos o algo'. La primera vez que me escuchó [rapeando en] 'In Da Club' dijo, 'Hey, no pensaba que tu ibas a llegar allí con eso, pero, tu sabes, funciona'. Probablemente él estaba pensando en tomar otra dirección con esa canción. Luego logró que sea un éxito». La producción fue originalmente dada al grupo de hip hop D12, pero luego fue pasada a 50 Cent. El rapero grabó la canción sólo con el ritmo de la batería. Debido a que gran parte del contenido de Get Rich or Die Tryin’ era «oscuro», este quiso escribir un material que sea «exactamente lo opuesto». Llamó a la canción «celebración de vida. Cada día es relevante en todas partes porque cada día es el cumpleaños de alguien».

## Música y recepción
«In da Club» recibió buenas críticas. Allmusic la describió como «un sencillo adaptado al buen momento del mercado masivo». The Source dijo que el sencillo es un «garantizado comenzador de fiestas» con el «sonido fuerte de sus trompas, sus órganos funky, riffs de guitarra y escasos aplausos». La BBC también escribió que la canción es «un espectacular himno a la fiesta» que «destaca la habilidad de 50 Cent para distorsionar sus palabras sin esforzarse». Entertainment Weekly notó que 50 Cent «presume desvergonzadamente de los objetivos de su carrera y su gran cuenta bancaria» con letras como «I'm feelin' focus, man, my money on my mind/Got a mil out the deal and I'm still on the grind» («Me estoy sintiendo enfocado, hombre, tengo mi dinero en mi mente/Obtuve un millón del negocio y todavía estoy en el juego»). Rolling Stone escribió que la canción usa «un excesivo e irresistible sintetizador aumentado por un estribillo trabalenguado». The Guardian dijo que la canción es «irresistible» debido a sus «escasas muestras orquestales y a su encantador coro» y Pitchfork Media también dijo que «el ritmo de 'In Da Club' es innegablemente pegadizo. El disco expone la sencillez y lo pegadizo de su mejor trabajo». La revista Splendid dijo que la canción es «locamente pegadiza» por la «apestoza, ruidosa y confusa trompa empleada en ella». La canción se ubicó en el puesto 10 de «Las 500 mejores canciones desde que has nacido» de la revista Blender.

## Listas de éxitos
«In da Club» tuvo muy buena recepción en los Estados Unidos, convirtiéndose en el primer sencillo de 50 Cent en llegar a un primer lugar. La canción debutó y se mantuvo en el puesto uno del Billboard Hot 100 por nueve semanas y permaneció en la lista de éxitos por veintidós semanas. La canción también alcanzó la primera posición del Top 40 Tracks, Hot R&B/Hip-Hop Songs y Hot Rap Tracks. En marzo de 2003 rompió el récord de la Billboard como la «canción más escuchada» en una semana en la historia de la radio. «In da Club» fue certificada con el disco de oro por la RIAA y nominada a la Mejor Interpretación Masculina de Rap y Mejor Canción de Rap en la Entrega de los Premios Grammy de 2004, pero perdió frente a «Lose Yourself» de Eminem. A través de Europa, la canción alcanzó el número uno en Dinamarca, Alemania, Irlanda y Suiza y a los primeros cinco en Austria, Bélgica, Finlandia, Grecia, Noruega, Suecia, los Países Bajos y el Reino Unido. En Australia, el sencillo alcanzó el primer lugar, certificado dos veces platino por la ARIA y quedó en el quinto puesto de la lista de éxitos de finales de 2003.

## Video musical
El video musical fue dirigido por Phillip Atwell entre el 10 de diciembre y 11 de diciembre de 2002. Casi todo el material fílmico fue usado en el video excepto por la escena en la que 50 Cent rapea en una caja de vidrio. El video se realizó en un ficticio campamento de entrenamiento de reclutas de hip hop conocido como el Centro de Desarrollo Artístico de Shady/Aftermath. Comienza con una Hummer negra manejando a un destino desconocido. 50 Cent aparece bajando del techo de un gimnasio. Atwell comentó, «Pienso que podría haberlo hecho mejor, pero me gusta cómo quedó». El video también contiene un tiroteo, que Atwell sintió fue apropiado debido a que 50 Cent recibió nueve disparos. Este dijo, «creativamente, sentí que fuimos capaces de poner armas en un video sin generar respuestas negativas en el público. Y me gusta cuando puedes actuar dentro de los criterios y continuar dándole al artista algo simbólico de lo que está haciendo». El video termina con un acercamiento de la cámara que revela una ventana espejo en la que están Eminem y Dr. Dre vistiendo blancos uniformes de laboratorio, observando a 50 Cent y tomando notas. Atwell indicó que «ver a 50 con el apoyo de Dre y Eminem es una exposición tan importante a nivel visual como a nivel musical» y el tiroteo fue importante debido a que aclaró que el club se encuentra dentro del centro y no es un material no relacionado.
El 27 de enero de 2003, el video debutó en Total Request Live de MTV en el puesto nueve y se mantuvo en la lista de éxitos por cinco días. También alcanzó el primer puesto en la lista de éxitos de videos de MuchMusic. En los MTV Video Music Awards de 2003, el video fue premiado como Mejor Video de Rap y Mejor Actor Revelación y fue nominado para Mejor Video del Año, Mejor Video Masculino y Viewers Choice.

## Controversia
En enero de 2006, 50 Cent fue demandado por piratería por el antiguo mánager de 2 Live Crew, Joe Weinberger, que mantiene los derechos del catálogo del grupo. Este argumentó que 50 Cent plagió la letra de «it's your birthday» de Luther Campbell, cantante de 2 Live Crew, correspondiente a su álbum de 1994 Still a Freak for Life. El juicio fue desestimado por el juez federal Paul Huck, quien dictaminó que la frase es un «elemento de la canción común, poco original y que no puede tener derechos de autor».

## Formatos y lista de canciones
- Sencillo en CD[30]

1. «In da Club» (con sustituciones) – 3:46
2. «In da Club» (explícita) – 3:45
3. «Wanksta» – 3:41

- Sencillo en CD (Versión australiana y alemana)[31]

1. «In da Club» (Versión del sencillo) (explícita) – 3:48
2. «Wanksta» – 3:41
3. «In da Club» (instrumental) – 6:18
4. «In da Club» (canción multimedia) – 3:53
5. «Wanksta» (canción multimedia) - 3:43

## Personal
| Músicos | Músicos |  | Ingeniería y masterización |  |  | Producción y otros                                                       |
| - Voz - 50 Cent - Guitarra - Mike Elizondo - Bajo - Mike Elizondo - Tambores - DJ Quik - Teclado - Mike Elizondo |         |  | - Ingeniería de sonido principal - Mauricio "Veto" Iragorri - Sha Money XL - Ingeniería de sonido adicional - James "Flea" McCrone - Francis Forde - Ruben Rivera |  |  | - Productor - Dr. Dre - Coproductor - Mike Elizondo - Mezclado - Dr. Dre |

## Posicionamiento en listas y certificaciones
| Listas (2003)                          | Mejor posición |
| -------------------------------------- | -------------- |
| Alemania (Offizielle Deutsche Charts)  | 1              |
| Australia (ARIA)                       | 1              |
| Austria (Ö3 Austria Top 40)            | 3              |
| Bélgica (Flandes) (Ultratop 50)        | 2              |
| Bélgica (Valonia) (Ultratop 50)        | 4              |
| Canadá (Canadian Singles Chart)        | 1              |
| Dinamarca (Tracklisten)                | 1              |
| Estados Unidos (Billboard Hot 100)     | 1              |
| Estados Unidos (Hot R&B/Hip-Hop Songs) | 1              |
| Estados Unidos (Rap Songs)             | 1              |
| Estados Unidos (Top 40 Mainstream)     | 1              |
| (European Hot 100)                     | 1              |
| Finlandia (OFC)                        | 8              |
| Francia (SNEP)                         | 16             |
| Grecia (Greek Singles Chart)           | 3              |
| Irlanda (IRMA)                         | 1              |
| Italia (FIMI)                          | 9              |
| Noruega (VG-lista)                     | 3              |
| Nueva Zelanda (Recorded Music NZ)      | 1              |
| Países Bajos (Dutch Top 40)            | 2              |
| Reino Unido (UK Singles Chart)         | 3              |
| Suecia (Sverigetopplistan)             | 4              |
| Suiza (Schweizer Hitparade)            | 1              |

| País           | Listas (2003)               | Posición |
| -------------- | --------------------------- | -------- |
| Alemania       | Media Control Charts        | 10       |
| Australia      | ARIA Charts                 | 5        |
| Austria        | Ö3 Austria Top 75           | 37       |
| Bélgica        | Ultratop 50 flamenca        | 9        |
| Bélgica        | Ultratop 40 valona          | 13       |
| Estados Unidos | Billboard Hot 100           | 1        |
| Estados Unidos | R&B/Hip-Hop Songs           | 1        |
| Estados Unidos | Rap Songs                   | 1        |
| Francia        | SNEP Charts                 | 57       |
| Irlanda        | Irish Singles Chart         | 3        |
| Nueva Zelanda  | RIANZ Charts                | 4        |
| Países Bajos   | Dutch Top 40                | 8        |
| Reino Unido    | The Official Charts Company | 13       |
| Suecia         | Sverigetopplistan           | 10       |
| Suiza          | Schweizer Hitparade         | 8        |

| País           | Listas (2000–2009)    | Posición |
| -------------- | --------------------- | -------- |
| Australia      | ARIA Charts           | 55       |
| Estados Unidos | Billboard Hot 100     | 24       |
| Estados Unidos | Hot R&B/Hip-Hop Songs | 30       |
| Estados Unidos | Rap Songs             | 9        |

### Certificaciones
| País           | Organismo certificador | Certificación | Ventas  | Ref.   |
| -------------- | ---------------------- | ------------- | ------- | ------ |
| Alemania       | BVMI                   | Oro           | 250 000 | [ 70 ] |
| Australia      | ARIA                   | 2× Platino    | 140 000 | [ 71 ] |
| Bélgica        | BEA                    | Oro           | 15 000  | [ 72 ] |
| Estados Unidos | RIAA                   | Oro           | 500 000 | [ 73 ] |
| Nueva Zelanda  | RIANZ                  | Platino       | 15 000  | [ 74 ] |
| Reino Unido    | BPI                    | Oro           | 400 000 | [ 75 ] |
| Suecia         | IFPI (Suecia)          | Oro           | 15 000  | [ 76 ] |
| Suiza          | IFPI Suiza             | Oro           | 20 000  | [ 77 ] |

### Sucesión en listas
| Anterior: «All I Have» de Jennifer López y LL Cool J | Billboard Hot 100 — Sencillo Nro 1 8 de marzo de 2003 — 3 de mayo de 2003          | Siguiente: «Get Busy» de Sean Paul                                                      |
| Anterior: «Miss You» de Aaliyah                      | Hot R&B/Hip-Hop Songs — Sencillo Nro 1 15 de febrero de 2003 — 12 de abril de 2003 | Siguiente: «Excuse Me Miss» de Jay-Z                                                    |
| Anterior: «All the Things She Said» de t.A.T.u.      | ARIA Singles Chart — Sencillo Nro 1 6 de abril de 2003 — 10 de mayo de 2003        | Siguiente: «Rock Your Body» de Justin Timberlake                                        |
| Anterior: «Lose Yourself» de Eminem                  | European Hot 100 — Sencillo Nro 1 19 de abril de 2003 — 13 de junio de 2003        | Siguiente: «I Know What You Want» de Busta Rhymes & Mariah Carey con The Flipmode Squad |
| Anterior: «How You Remind Me» de Nickelback (2002)   | Sencillo Nro 1 en la lista anual del Billboard Hot 100 2003                        | Siguiente: «Yeah!» de Usher con Lil Jon y Ludacris (2004)                               |